# Dunkerque (Schiff, 1938)
Die Dunkerque war das Typschiff der Dunkerque-Klasse, einer neuen Klasse von Kriegsschiffen, die als schnelle Schlachtschiffe der französischen Marine der Gefahr durch die deutschen Panzerschiffe der Deutschland-Klasse entgegentreten sollten. Nach der Kapitulation Frankreichs im Zweiten Weltkrieg wurde die Dunkerque das Ziel eines britischen Angriffs und wurde später nach Toulon verlegt, wo sie 1942 beim Näherrücken deutscher Truppen von den französischen Seeleuten, wie der überwiegende Teil der französischen Flotte, selbstzerstört wurde. Das Schiff wurde nie repariert und nach dem Krieg abgewrackt.

## Planung
Der Entwurf der Dunkerque und ihres Schwesterschiffs Strasbourg war sehr innovativ. Die gesamte Hauptartillerie war auf dem Vorschiff konzentriert, was zwar schon bei den Schlachtschiffen der Nelson-Klasse der Royal Navy der Fall gewesen war, diese jedoch hatten drei Türme vom Kaliber 406 mm, die jeweils drei Geschütze trugen, von denen der Wirkungsbereich des hinteren Turms durch den höheren mittleren Turm eingeschränkt war. Die Dunkerque hatte demgegenüber zwei Vierlingstürme, die uneingeschränkt in alle Richtungen außer nach achtern feuern konnten. Die Verwendung von zwei Vierlingstürmen für die gesamte Hauptbewaffnung war eine Besonderheit, die es nur bei den späten französischen Schlachtschiffen gab. Auch die Richelieu und die Jean Bart waren so konstruiert.
Allerdings waren die Dunkerque und die Strasbourg aufgrund ihrer geringeren Größe, der schwächeren Panzerung sowie Bewaffnung keine vollwertigen Schlachtschiffe, weshalb sie im Ausland oft zum Teil noch immer als Schlachtkreuzer klassifiziert werden (in Frankreich daher Croiseur de bataille genannt). Die deutsche „Antwort“ auf diese beiden Schiffe waren die neuen Schlachtschiffe Scharnhorst und Gneisenau, die ihnen an Panzerung und Geschwindigkeit überlegen und in Sachen Bewaffnung in etwa gleichwertig waren.

## Einsatzgeschichte

### Vorkriegszeit
Die Dunkerque repräsentierte Frankreich noch vor der eigentlichen Indienststellung, bei einer Flottenparade vom 17. bis zum 23. Mai 1937, die vor Spithead, anlässlich der Krönung des britischen Königs Georg VI., abgehalten wurde.
Nach zahlreichen Erprobungen wurde sie am 1. September 1938 in den Dienst der Marine nationale übernommen. Zunächst war sie das Flaggschiff der französischen Atlantikflotte.
Mit zunehmenden politischen Spannungen zwischen dem Deutschen Reich und den Alliierten war das Schlachtschiff für Geleitaufgaben eingesetzt. Die Dunkerque bewegte sich entlang der spanischen und portugiesischen Atlantikküste, um befreundete Schiffe vor möglichen Übergriffen deutscher Schiffe zu schützen.

### Zweiter Weltkrieg
Nach dem Ausbruch der Feindseligkeiten zwischen dem Deutschen Reich und Polen am 1. September und der Kriegserklärung der Alliierten am 3. September kehrte das Schiff am 6. September 1939 nach einem abgeschlossenen Geleitauftrag nach Brest zurück. Bei der Suche nach einem in Seenot geratenen niederländischen Schiff verschwand das Bordflugzeug der Dunkerque am 8. September spurlos.
Am 25. November lief sie gemeinsam mit dem britischen Schlachtkreuzer Hood in den Nordatlantik aus, um zwischen Schottland und Irland nach den deutschen Kriegsschiffen zu suchen.
Anfang Dezember 1939 lief sie mit einer Ladung Gold der französischen Nationalbank von Brest nach Halifax in Kanada. Auf dem Rückweg sicherte sie einen Geleitzug.
| Umbau 4. Januar bis 12. Februar 1940 |
| Die Dunkerque wurde unter Berücksichtigung der Erfahrungen, die man bei ihren Einsätzen im Nordatlantik gesammelt hatte, umgebaut. Sie erhielt einen dunkelgrauen Anstrich, die Flugabwehr auf dem Vorschiff, zwei 37-mm-Zwillingsgeschütze, wurden entfernt, weil sie bei schwerer See den Elementen zu stark ausgesetzt waren. Weiterhin versah man die schweren Geschütze aus dem gleichen Grund mit Schutzhüllen. Den Verlust der Flugabwehr auf dem Vorschiff versuchte man durch den Anbau von zwei Plattformen an der Basis des Brückturms zu kompensieren, auf denen man je ein 13,2-mm-Vierlingsgeschütz positionierte. Zur Feuerleitung dieser neuen Waffen wurde eine Plattform zwischen den gepanzerten Kommandostand und den Brückenturm geschweißt, auf die man an Backbord und Steuerbord je einen 2-Meter-Entfernungsmesser setzte. Weiterhin wurde der 12-Meter-Hauptentfernungsmesser auf dem Brückenturm durch einen mit 14-Meter-Basislänge ausgetauscht. |

Nach dem Umbau wurde das Schiff nach Mers-el-Kébir ins Mittelmeer verlegt. Von dort führte sie am 13. Juni 1940 einen Angriff auf italienische Einrichtungen auf Sardinien aus.

### Operation Catapult
Zur Zeit der Niederlage Frankreichs lag sie neben der Strasbourg in Mers-el-Kébir. Da der überwiegende Teil der französischen Flotte die ersten Kriegsmonate unbeschädigt überstanden hatte, befürchtete die britische Admiralität, die Achsenmächte könnten sich der französischen Flotte nach der Kapitulation Frankreichs bemächtigen und diese gegen Großbritannien einsetzen.
So wurden die französischen Schiffe Ziel der Operation Catapult der Royal Navy. Am 3. Juli 1940 näherte sich eine britische Streitmacht unter dem Kommando von Admiral Somerville dem französischen Ankerplatz. Die Briten übermittelten Vice-amiral d'escadre Marcel Gensoul, der seine Flagge auf der Dunkerque gesetzt hatte, ein Ultimatum. Nach Stunden ergebnisloser Verhandlungen eröffneten die Briten das Feuer und beschädigten das Schlachtschiff schwer.
Admiral Gensoul hatte seiner Flotte den Befehl zum Auslaufen bereits erteilt, als die ersten britischen Granaten im Hafen einschlugen. Splitter eines Geschosses, das die bereits auslaufende Strasbourg knapp verfehlt hatte, kappten den achteren Flaggenstock der Dunkerque. Das Schlachtschiff Provence erwiderte als erstes das Feuer und schoss von seinem Ankerplatz aus eine Salve unmittelbar über die Aufbauten der Dunkerque.
Mehrere 380-mm-Granaten trafen die Dunkerque, als sie gerade Anker lichtete: Eine Granate der Hood schlug in flachem Winkel auf das Turmdach des zweiten Hauptgeschützturmes auf, zersplitterte dabei die schützende Panzerplatte und sowohl die Splitter der Granate als auch die der zerstörten Panzerung töteten die Bedienmannschaft in der rechten Turmhälfte. Das gepanzerte Zwischenschott hielt und bewahrte die andere Hälfte des Turms vor Schaden. Ein weiteres Geschoss der Salve durchschlug ihren Flugzeughangar von Steuerbord nach Backbord, explodierte jedoch nicht.
Da alle acht Geschütze auf dem Vorschiff landeinwärts gerichtet waren, konnten die Hauptwaffen der Dunkerque nicht eingesetzt werden. Als die britische Flotte schließlich in den Wirkungsbereich lief, mussten die Geschütztürme auf 140° nach Steuerbord geschwenkt werden, um sie bekämpfen zu können. Die erste Salve ging wegen fehlerhafter Entfernungsmessung durch den Rauch über dem Hafen jedoch fehl.
Drei 380-mm-Geschosse durchschlugen in kurzer Folge den Gürtelpanzer, drangen tief ins Schiff ein und richteten, unter anderem, schwere Schäden in einem der Turbinenräume an. Die Stromversorgung brach zusammen und damit fielen alle Geschütze aus. Kommandant Capitaine de vaisseau Seguin ließ das Schiff mit dem Bug auf Grund setzen.
9 Offiziere und 201 Mannschaften wurden bei den britischen Angriffen auf der Dunkerque getötet und weitere verwundet.
Die Dunkerque wurde drei Tage später Ziel von Angriffen durch Torpedobomber des Flugzeugträgers Ark Royal. Ein Torpedo traf das neben dem Schlachtschiff verankerte Hilfsschiff Terre-Neuve, ein weiterer brachte dessen Wasserbombenladung zur Explosion. Unterhalb von Turm „B“ des Schlachtschiffs wurde die Bordwand durch diese Explosion großflächig aufgerissen. Die Dunkerque machte stark Wasser und sackte auf den seichten Hafengrund. Es kam zu Verlusten von 154 Toten und Verwundeten.

### Fall Lila und Ende
Im Februar 1942 konnte das Schlachtschiff zur Reparatur nach Toulon zurückkehren und befand sich noch dort, als die Deutschen den bisher unbesetzten Teil Frankreichs („zone libre“) am 27. November 1942 besetzten. Sie wurde mit ihrem Schwesterschiff Strasbourg und dem Großteil der französischen Flotte selbst versenkt, um zu verhindern, dass sie den Deutschen in die Hände fiel.
Im Jahre 1943 wurden das in Toulon auf Grund liegende Wrack der Dunkerque unter der Regie des faschistischen Italien teilweise systematisch ausgeschlachtet, da der Führung der Regia Marina eine zuvor in Erwägung gezogene Reparatur nicht mehr lohnend erschien. Angesichts der doch sehr schweren Schäden entschieden sich die Italiener in diesem Fall gegen eine Hebung. Das in der Folge abgebaute Material, darunter auch das Flugzeugkatapult, gelangte daher als Schrott nach Italien. Die Überreste der Dunkerque wurden noch 1945 gehoben, aber erst im Jahre 1958 verschrottet.